# サン＝テティエンヌ＝デュ＝ルヴレ教会テロ事件
サン=テティエンヌ=デュ=ルヴレ教会テロ事件 (Attentat de l'église de Saint-Étienne-du-Rouvray) とは、2016年7月26日にフランス・ルーアン近郊のサン=テティエンヌ=デュ=ルヴレのカトリック教会（サン=テティエンヌ=デュ=ルヴレ・サン=テティエンヌ教会）で朝拝中に2人のイスラム過激派テロリストが侵入し、ジャック・アメル神父と信者、修道女ら5人を人質に取って立てこもり、アメル神父を殺害し、信者1人に重傷を負わせたテロ事件。特に2015年から2016年にかけてフランスで発生したイスラム過激派による一連のテロ事件の一つである。

## 概要

### 経緯・イスラム過激派テロリスト
サン=テティエンヌ=デュ=ルヴレ教会テロ事件は、2016年ニーストラックテロ事件（死亡者86人、負傷者458人）から12日後のことであり、実行犯のアデル・ケルミシュ (Adel Kermiche; 19歳) とアブデル・マリク・プティジャ (Abdel Malik Petitjean; 19歳) は「アッラーフ・アクバル」と叫んだときに突入した特殊部隊に射殺された。イスラム過激派組織「イスラム国」(ISIS) が「このテロは十字軍（キリスト教）連合国を狙った」と犯行声明を出した。また、ISISのメディア部門アマク通信は、テレグラムを介して実行犯2人がISISに忠誠を誓う姿を写した動画を公開した。
実行犯の一人であるアデル・ケルミシュは、地元のモスクで過激思想に染まり、2015年3月にシリアでISISに合流しようと出発したがトルコで追い返され、家族の捜索願に基づき、ドイツで逮捕された。スイス経由でパリに送られ、2016年3月まで拘留された後、保護観察下に置かれ、電子足輪（GPS足輪）を付けて親元で暮らしていた。土日以外の午前中は外出可能であったため、7月26日火曜の朝拝中にサン=テティエンヌ教会に侵入することができた。平日の朝拝であったため、信者は少なかったが、犯人は「信者が少ない教会の朝拝時間が最も確実な犯行時間と考えた」可能性もあるという。
実行犯2人は教会の裏口から侵入すると、礼拝中のアメル神父を祭壇から降ろして跪かせ、アラビア語を唱えた後、神父の首を切り、殺害した。1人の修道女が逃げ、警察に通報したため、テロ対策の特殊部隊が1時間半後に教会に到着し、教会から出てきたテロリストを射殺した。
3人の修道女は聖ビンセンシオ・ア・パウロの愛徳姉妹会のシスター、エレーヌ・ドゥコー (83歳)、ダニエル・ドゥラフォス (72歳)、ユゲット・ペロン (79歳) で、犯人に「コーランを読んだことがあるか」と訊かれ、「聖書を敬うようにコーランを敬っている。特に印象的なのは（コーランの）平和に関するメッセージだ」と答えたことなど、後に事件の様子を詳細に語り、その勇気と冷静さを称えられた。

### 宗教間の歩み寄り
殺害されたアメル神父は、特に2015年のテロ事件（シャルリー・エブド襲撃事件、パリ同時多発テロ事件）以降はイスラム教徒の地域評議会と共に宗教間の対話を積極的に推進していた。「注目されることを嫌う、謙虚な聖職者」であり、町のモスクの宗教指導者モハメド・カラビラ師は、「友人の死に呆然としている。他人のために人生を捧げた人である」と悼んだ。
事件5日後の7月31日にルーアン大聖堂で同教区のドミニク・ルブラン大司教によりアメル神父の追悼ミサが執り行われ、約2千人が参加した。このとき、少なくとも100人ほどのイスラム教徒が参加したことはきわめて異例のこととしてフランスのメディアで大々的に取り上げられた。アメル神父の追悼ミサはパリのノートルダム大聖堂（7月27日）など他の多くの教会でも行われ、イスラム教徒やユダヤ教徒も参加した。2週間前にテロ事件があったニースでは、フランス・イスラム教評議会 (CFCM) がモスク代表者、イマーム、イスラム教徒らに「団結と同情」を示すためにミサに参加するよう呼びかけた。サン＝ピエール＝ド＝ラリアーヌ教会で行われたこのミサに参列したイスラム教指導者は、「アメル神父の死は、私たちに彼の平和活動を受け継ぐ責任と歴史的義務を与えた」と語った。
また、エリゼ宮殿ではフランス宗教代表者会議会合が行われ、フランソワ・オランド大統領は教皇フランシスコと電話会談し（7月26日）、「司祭が襲われることはフランス全体が傷つけられることであり、全力を挙げて教会および信仰施設を保護する」と伝え、さらにサン=テティエンヌ=デュ=ルヴレの現場を訪問して声明を発表。「襲われたのはカトリック教徒、すべてのカトリック教徒だが、すべてのフランス人が当事者意識を持っている。それゆえに我々は一致団結し、一丸となって、だれも亀裂を生じさせることができない一枚岩とならなければならない」と訴えた。教皇フランシスコは礼拝中に殺害されたアメル神父を殉教者と称え、（カトリック教会では通常、亡くなって5年間は列福の審査を始めないという規約があるにもかかわらず）、アメルの列福への審査を開始するように要請した。
8月3日にルーアン大聖堂で行われたアメル神父の告別式にはあらゆる宗教の信者数千人が参加した。アメル神父の妹は、アメル神父がアルジェリア戦争に参加したとき、「人を殺せと命令しなければならない」将校としての地位を頑なに拒んで、一兵士として戦地に赴いたことに触れ、神父はなぜ自分だけが生き残ったのかと苦しんでいた、しかしその答えが今わかった、「愛と慈悲の神は、あらゆる宗教の信者、無神論者、すべての人々の間に愛、分かち合い、寛容を育むために、あなたが最期に息を引き取るまで仕えるよう、あなたを選んだのである」と語った。

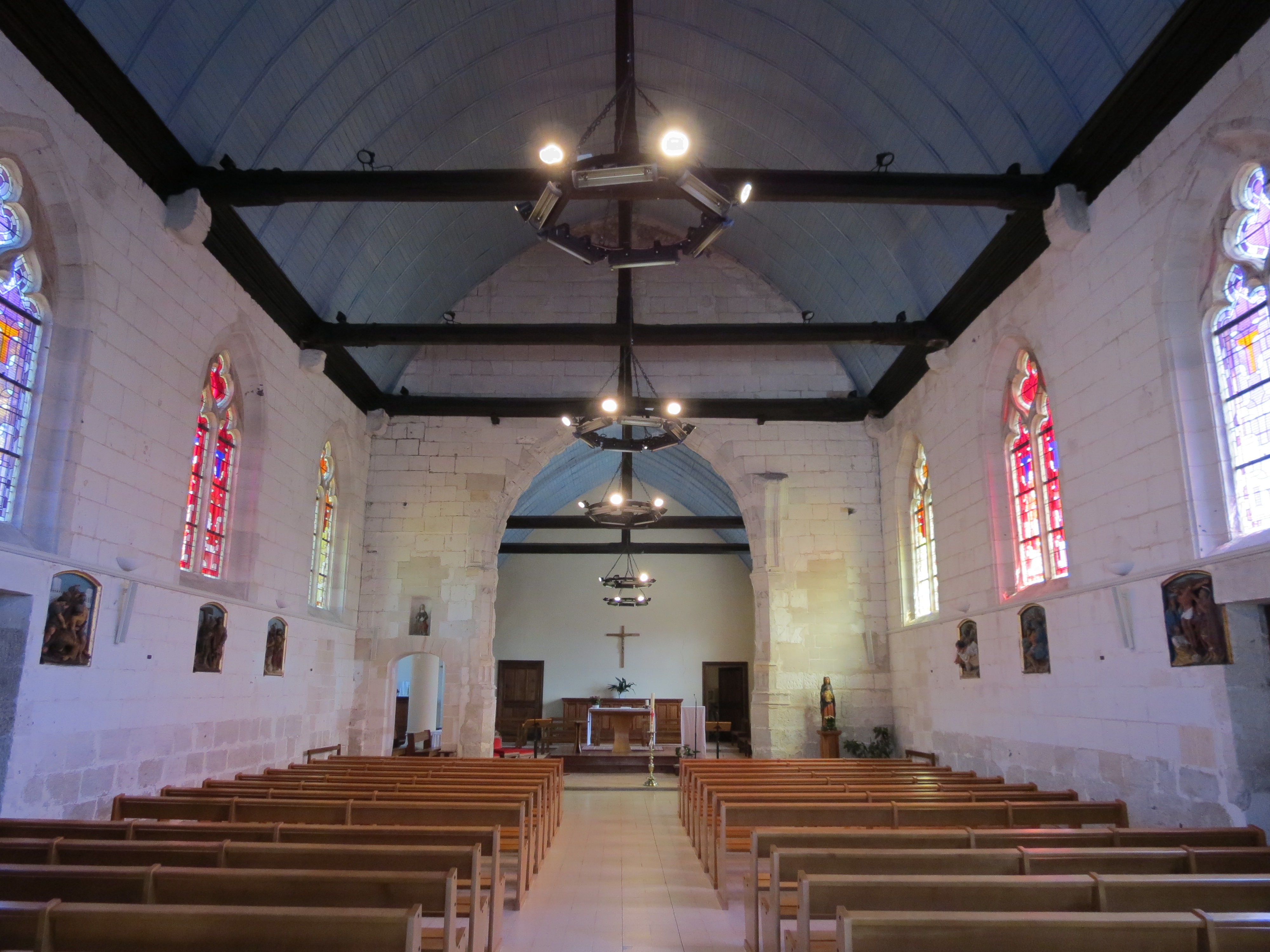

この事件で、GPS足輪の有効性が問題になった。サルコジ前大統領や保守政治家からは、フィッシェS（要注意人物）として監視下に置かれている者は全員刑務所に入れておくべきだという声が上がった。
事件からちょうど2年目にあたる2018年7月26日にも、ルーアン大聖堂でアメル神父をしのぶミサがルブラン大司教により執り行われた。大司教はミサの説教で、「アメル神父はその模範を通して光を放っていた。それは、家庭や小教区、この町の只中にあって、誠実で控えめな奉仕に生きる模範であった」と語った。また、2017年4月から行われているアメル神父の列福調査では、神父が書き記した500以上ものミサの説教が整理されて見つかったという。